# Horacio Salgán
Horacio Adolfo Salgán, né le 15 juin 1916 à Buenos Aires et mort le 19 août 2016, est un musicien de tango argentin. Certaines de ses compositions les plus connues incluent Del 1 al 5 (Días de pago) (1944), Don Agustín Bardi (1947), Entre tango y tango (1953), Grillito, La llamo silbando, Cortada de San Ignacio et A fuego lento . Il atteint l'âge de 100 ans en juin 2016  et meurt deux mois plus tard le 19 août 2016.
Salgán commence le piano à l'âge de six ans. À 18 ans, il rejoint l'orchestre de Radio Belgrano comme soliste. À 20 ans, il est remarqué et embauché par le chef d'orchestre Roberto Firpo. À la fin 1942, il enregistre pour la première fois et en 1944 crée son propre orchestre qui dure jusqu'en 1947. Salgán se consacre alors à la composition et à l'enseignement et revient en 1950 avec un nouvel orchestre. En 1960 est formé le Quinteto Real, avec Salgán au piano, Enrique Mario Francini (en) au violon et Pedro Laurenz (en) au bandonéon, afin de créer des tangos instrumentaux conçus pour les concerts plutôt que pour danser. En 1998, il tient son propre rôle dans le film Tango au sin d'El Nuevo Quinteto Real, une incarnation du groupe original. En 2005, la Fondation Konex lui décerne le Diamond Konex Award, l'un des prix les plus prestigieux d'Argentine.